# Ilia (zoologia)
Ilia Leach, 1817 è un genere di crostacei decapodi appartenenti alla famiglia Leucosiidae.

## Tassonomia
In questo genere sono riconosciute 2 specie:
- Ilia nucleus(Linnaeus, 1758)
- Ilia spinosaMiers, 1881